# Dubbelgraf van Oberkassel

Het dubbelgraf van Oberkassel werd in 1914 door werknemers van een steengroeve in het huidige Bonner stadsdeel Oberkassel gevonden. Men vond de skeletten van een ongeveer 50-jarige man en een 20 tot 25 jaar oude vrouw, de overblijfselen van een hond, andere dierlijke resten en bewerkte dierlijke beenderen. De skeletten lagen onder een vlakke basaltblokken en waren gehuld in een dun laagje met rode oker gekleurde leem.

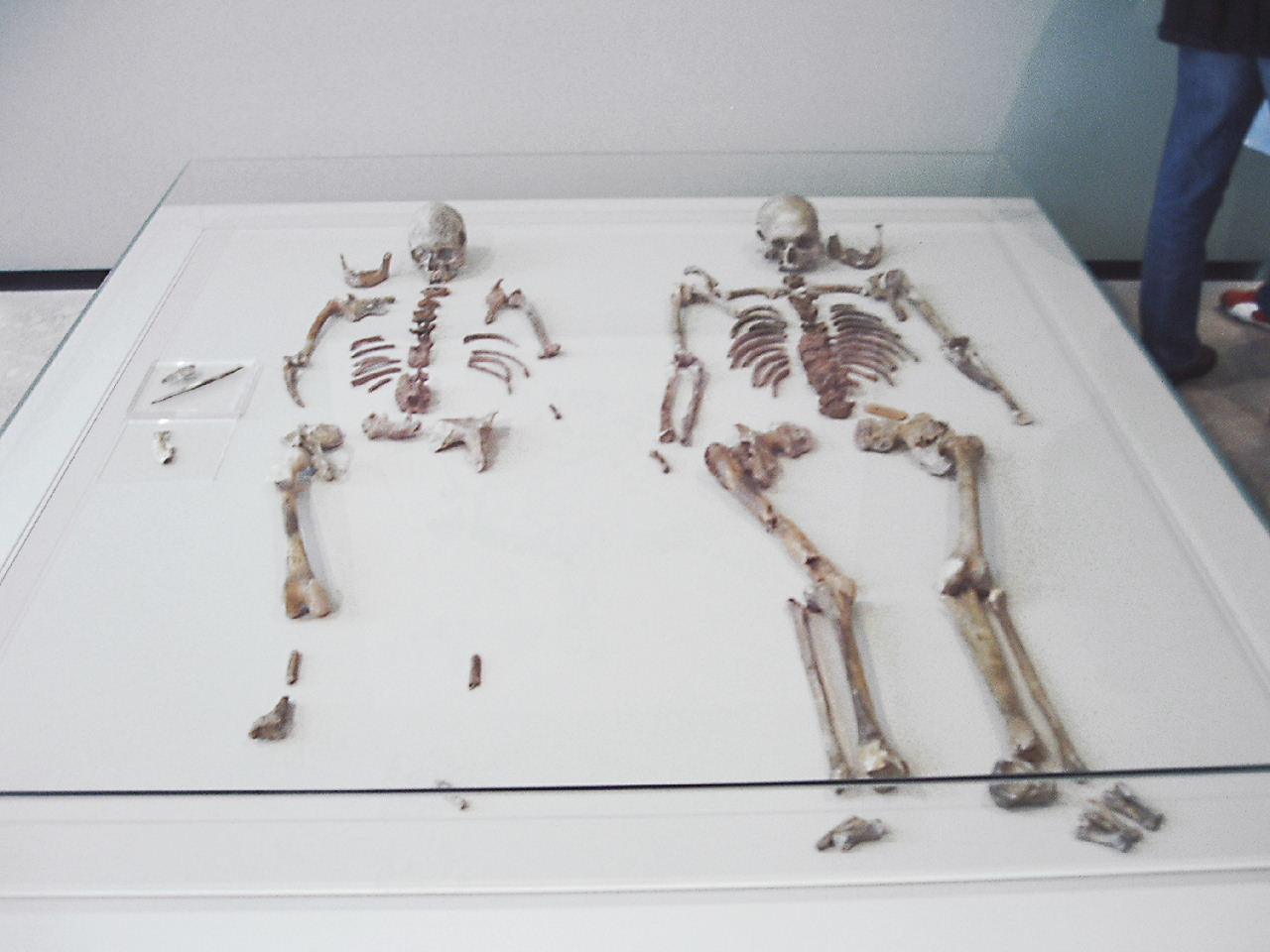
Vondsten uit het Oberkasseler graf: de beide skeletten, links die van de vrouw en rechts die van de man; aan de linkerkant twee grafgiften, waaronder een gedeelte van het gebit van een hond.

De goed bewaarde skeletten stammen uit de Late IJstijd en behoren tot het Magdalénien. Zij zijn ongeveer 14.000 jaar oud en zijn daarmee de oudste resten van de Europese vroege moderne mens die in Duitsland zijn gevonden. De skeletten, grafgiften en een deel van het gebit van een hond vormen een deel van de collectie van de LVR-LandesMuseum Bonn.